# Verklista för George Enescu
Det här är en lista över kompositioner av George Enescu. 

## Verk med opus nummer, sorterat efter genre

### Orkestralt

#### Symfonier
- Opus 13 – Symfoni nr 1 i Ess-dur (1905)
- Opus 17 – Symfoni nr 2 i A-dur (1912–14)
- Opus 21 – Symfoni nr 3 i C-dur, med kör (1916–18)

#### Konserter
- Opus 8 – Sinfonia Concertanta i h-moll för cello och orkester (1901)

#### Sviter
- Opus 9 – Orkestersvit nr 1  i C-dur (1903)
- Opus 20 – Orkestersvit nr 2 i C-dur (1915)
- Opus 27 – Orkestersvit nr 3 i D-dur (Suita Sateasca) (1937–38)

#### Övrigt
- Opus 1 – Poème Roumaine, symfonisk svit för orkester och manskör (1897)
- Opus 11 – Rhapsodie Roumaine nr 1 i A-dur (1901)
- Opus 11 – Rhapsodie Roumaine nr 2 i D-dur (1902)
- Opus 32 – Ouverture de Concert sur des Thèmes dans le Caractère Populaire Roumain i A-dur (1948)
- Opus 31 – Vox Maris i G-dur, symfonisk dikt för tenor, trestämmig kör och orkester (1954)

### Kammarmusik

#### Kvartetter/Kvintetter
- Opus 16 – Pianokvartett nr 1 i D-dur (1909)
- Opus 22 – Stråkkvartett nr 1 i Ess-dur (1916–20)
- Opus 29 – Pianokvintett i a-moll (1940)
- Opus 30 – Pianokvartett nr 2 i d-moll (1943–44)
- Opus 22 – Stråkkvartett nr 2 i G-dur (1950–52)

#### Sonater

##### Violin
- Opus 2 – Violinsonat nr 1 i D-dur (1897)
- Opus 6 – Violinsonat nr 2 i f-moll (1899)
- Opus 25 – Violinsonat nr 3 i a-moll "dans le caractère populaire roumain" (1926)

##### Cello
- Opus 26 – Cellosonat nr 1 i f-moll (1898)
- Opus 26 – Cellosonat nr 2 i C-dur (1935)

#### Övrigt
- Opus 7 – Oktett för stråkar (1900)
- Opus 12 – Intermède nr 1 för stråkar (1902)
- Opus 12 – Intermède nr 2 för stråkar (1903)
- Opus 14 – Dixtour i D-dur för blåsarinstrument (1906)
- Opus 28 – Impressiofs d'Enfance för violin och piano (1938)
- Opus 33 – Kammarsymfoni för 12 instrument (1954)

#### Piano
- Opus 3 – Pianosvit nr 1 i g-moll (Dans le style ancien) (1897)
- Opus 5 – Variationer för två pianon av ett originaltema i Ass-dur (1898)
- Opus 10 – Pianosvit nr 2 i D-dur (1903)
- Opus 18 – Pianosvit nr 3 (Pièces Impromptues) (1913–16)
- Opus 24 – Pianosonat nr 1 i fiss-moll (1924)
- Opus 24 – Pianosonat nr 3 i D-dur (1933–35)

### Opera
- Opus 23 – Œdipe, tragédie lyrique i fyra akter, libretto av Edmond Fleg (1910–31)

### Sånger
- Opus 4 – Trois Melodies sur poèmes de Jules Lemaitre et Sully Prudhomme för bas och piano (1898)
  - Le Désert
  - Le Galop
  - Soupir
- Opus 15 – Sept Chansofs de Clement Marot för tenor och piano (1907–08)
  - Estrenne a Anne
  - Languir me fais
  - Aux damoyselles paresseusses
  - Estrenne de la Rose
  - Present de le couleur blanche
  - Changeofs propos
  - Du cofflict en douleur
- Opus 19 – Trois Mélodies sur Poèmes de Fernand Gregh (1915–16)
  - Pluie
  - Le Silence Musicien
  - L'Ombre est Bleue

## Verk utan opus nummer, sorterat efter genre

### Orkestralt

#### Symfonier
- Studiesymfoni Nr. 1 i d moll (1895)
- Studiesymfoni Nr. 2 i F dur (1895)
- Studiesymfoni Nr. 3 i F dur (1896)
- Studiesymfoni Nr. 4 i Ess dur (1898)
- Symfoni Nr. 4 (ofullbordad, 1934; fullbordad av Pascal Bentoiu)
- Symfoni Nr. 5 i D dur, with tenor och female kör (ofullbordad, 1941; fullbordad av Pascal Bentoiu)

#### Konserter
- Ballad  för violin och orkester (1895)
- Fantasi för piano och orkester (1896)
- Caprice Roumain, för violin och orkester (ofullbordad, 1928; fullbordad av Cornel Taranu)

#### Miscellaneous
- Tre uvertyrer för orkester (1891-1894)
- Sonat för orkester (1894)
- Tragisk uvertyr (1895)
- Andantino från en orkestersvit (1896)
- Triumphal Overture (1896)
- Fyra Divertissement för orkester (1896)
- Pastoral-Fantasi för orkester (1899)
- Isis, Symfonisk dikt (ofullbordad, 1923; fullbordad av Pascal Bentoiu)
- Suite Châtelaine, svit för orkester (ofullbordad, 1911; fullbordad av Remus Georgescu)

### Kammarmusik

#### Trior/Kvartetter/Kvintetter
- Kvartett för fyra violiner (1894)
- Pianokvintett (1896)
- Trio för två violiner och violoncell (ca.1899)
- Aubade, Trio för violin, viola och violoncell (1899)
- Pianotrio i a moll (1916)
- Pianotrio (ofullbordad, 1942, fullbordad av Pascal Bentoiu)

#### Diverse
- Stycke, för violin och piano (1886)
- Svit med variationer för två violiner (1894)
- Tarantella för violin och piano (1895)
- Violinsonat (1895)
- Nocturne och Saltarello, för violoncell (1897)
- Prélude, för två pianos, violin och violoncell (1898)
- Sérénade en Sourdine, för violin och violoncell (c.1899)
- Andante Religioso, för två violonceller och orgel (1900)
- Pastorale, Menuet Triste et Nocturne, för violin och piano, fyra händer (1900)
- Blåsarseptett, för flöjt, oboe, horn, klarinett, fagott, engelskt horn och piano (1900)
- Impromptu Cofcertant i Gess dur, för violin och piano (1903)
- Cantabile et Presto, för flöjt och piano (1904)
- Allegro de Cofcert, för harp (1904)
- Cofcertstück, för viola och piano (1906)
- Légende, för trumpet och piano (1906)
- Au Soir, poem för fyra trumpeter (1906)
- Aria och Scherzino, för violin, viola, violoncell, kontrabas och piano (1909)
- Hora Unirei, för violin och piano (1917)

#### Piano
- Vals (1887)
- Pièce d'Église (1889)
- Rondo och variationer (1893)
- Ballad (1894)
- Förspel, adagio och allegro (1894)
- Pianosonat (1894)
- Polka (1894-1895)
- Sonatin, fyra händer (1894-1895)
- Romans, fyra händer (1894-1895)
- La Fileuse (1897)
- Regrets (1898)
- Impromptu (1898)
- Svit för piano, fyra händer (1898)
- Modérément (1898)
- Allemande (ca.1899)
- Fyrstämmig fuga över ett eget tema (1895-1896)
- Preludium (1896)
- Scherzo (1896)
- Impromptu (1900)
- Prélude et Fugue (Preludium och fuga) (1903)
- Nocturne (1907)
- Pièce sur le nom de Fauré (1922)

### Vokalt/Koraler

#### Kantater
- Visiof de Saül (1895)
- L'Aurore (1898)
- Cantate pour la Pose de la Prèmiere Pierre du Poft à Transbordeur de Bordeux, för military band, två harps, string orkester, solo violoncell, kör, bariton solo, och cannofs, verses av Albert Bureau (1908)

#### Lieder
- Pensée Perdue, med text av Sully Prudhomme (1898)
- Wüstenbild, med text av A. Roderich
- Chant Indou, med text av Mlle Géraldine Rolland (c.1898)
- Dédicace (1899)
- De ziua ta (1900)
- Si j'étais Dieu, med text av Sully Prudhomme (1897-1898)
- Quarantine, med text av Enescu (1899)
- Prinz Waldvogelsgesang för sångstämma, violoncell och piano (1901)
- Ein Sofnenblick (1901)
- De la Flûte au Cor, med text av Fernand Gregh (1902)
- Silence, med text av Albert Samain (1905)
- Doina, för bariton, viola och violoncell, av folkmelodier from a collectiof av Vasile Alecsandri (1905)
- Morgengebet(1908)
- Eu mă duc, Codrul Rămîne (c.1917)
- stycken till text av Carmen Sylva:
  - Sphinx (1898)
  - Der Bläser (1898)
  - Zaghaft (1898)
  - Armes Mägdlein (1898)
  - Junge Schmerzen, för mezzo-sopran, bass och piano (1898)
  - Der Schmetterlingskuss (1898)
  - Reue (1898)
  - Schlaflos (1898)
  - Maurerlied (1899)
  - Königshusarenlied (1899)
  - Souhait (1899)
  - Mittagsläuten (1900)
  - Regen (1903)
  - Die Kirschen för sopran, bariton, violoncell och piano (1904)
  - Entsagen (1907)

#### Övrigt
- Waldegesang, för blandad kör a cappella (1898)
- Die Nächtliche Hershau, för bariton, kör och orkester, med text av Joseph Christian Zedlitz (1900)
- Plugar, för blandad 4-stämmig kör a cappella, med text av Radulescu-Niger (1900)
- Oda, för kör och piano eller orgel, med text av I. Soricu (1904)
- Hymn Jubiliar, för kör, musikkår och harpa (1906)
- Strigoii, för sopran, tenor, baryton, kör och orkester, med text av Eminescu (ofullbordad, 1916; fullbordad av Cornel Taranu)

## Ofullbordade kompositioner i kronologisk ordning
- Pianokvartett (fragment;1893)
- Stråkkvartett, i C dur (fragment; 1894)
- Stråkkvartett, i d moll (fragment; 1894)
- Ahasvérus, kantat (endast prologen; 1895)
- Violinkonsert, i a moll (två satser; 1896)
- Stråkkvartett (1896)
- Två romanska sviter för orkester (1896-1897)
- Stråkkvartett (sats 1; 1897)
- Barcarolle, för piano (1897)
- Oktett för stråkar, i D dur (fragment; 1898)
- Moderato för violin och piano, i f moll (fragment; c.1898)
- Pianokonsert, i d moll (utkast av första satsen; c.1898)
- Pianokonsert, i e moll (utkast av första satsen; c.1898)
- Orientalisk svit, för orkester (fragment; 1900)
- Stråkkvartett, i C dur (endast en sats, 1906)
- Violinsonat, i a moll (fragment 1911)
- Pianosonat (första satsen; 1912)
- Symfoni, i f moll, för bariton, kör och orkester, med text från Psalm 86 (fragment; omkr 1917)
- Symphony concertante, i C dur, för violin och orkester (1932)
- Allegro för kammarorkester
- Nocturne 'Ville d'ofrayen' för pianokvartett
- Voix de la Nature, symfonisk svit